# Ryder Cup
Ryder Cup (česky: Ryderův pohár) je golfová soutěž mužských týmů pořádaná každé dva roky. Soutěží proti sobě týmy Spojených států amerických a Evropy. Soutěž pořádá společně PGA of America a PGA European Tour. Koná se střídavě v Evropě a v Americe. I když se jedná o vysoce prestižní turnaj, nejsou za účast udělovány žádné peněžní odměny hráčům. Poslední turnaj se konal v září 2018 v Saint-Quentin-en-Yvelines ve Francii. Další ročník, původně plánovaný na září 2020, byl v červenci 2020 odložen vinou pandemie koronaviru na 24. – 26. září 2021. Následující ročník by se pak měl odehrát v roce 2023, a rozvrh Ryder Cupu by se tak vrátil do lichých let, tak jak se hrálo před odložením ročníku 2001 kvůli útokům z 11. září.

## Historie
Turnaj založil golfový nadšenec Samuel Ryder, který v roce 1926 daroval pohár a finanční odměnu pro vítěze. V roce 1927 se uskutečnil první ročník. Ze začátku spolu soutěžily týmy Spojených států a Velké Británie. V letech 1939–1945 se turnaj nekonal kvůli druhé světové válce. V roce 2001 byl turnaj odložen o jeden rok kvůli útokům 11. září, a od té doby se konal v sudých letech až do roku 2018. Následující ročník byl kvůli pandemii covidu-19 odložen na rok 2021.
Američtí golfisté v soutěži od začátku dominovali, vyhráli všechny ročníky v letech 1935–1971 s výjimkou roku 1957. Aby byla soutěž vyrovnanější, mohli si britští golfisté v ročnících 1973, 1975 a 1977 do týmu zařadit i hráče z Irska. Od roku 1979 je soupeřem Spojených států výběr golfistů z celé Evropy, který zvítězil jedenáctkrát z devatenácti ročníků.

## Struktura turnaje
Každý tým tvoří 12 hráčů, kteří se kvalifikují hlavně podle pořadí na americké PGA Tour a evropské European Tour. Obvykle má jistý postup 8 – 10 hráčů podle žebříčku, zbývající doplní kapitáni obou týmů. Kapitán určuje konečnou soupisku týmů a určuje i strategii hry.
Turnaj trvá tři dny od pátku do neděle s celkovým počtem 28 zápasů na jamky, každý o 18 jamkách. V pátek a v sobotu se každý den hrají čtyři zápasy čtyřmi míči (fourball) a čtyři zápasy s jedním míčem ve dvojici (foursome). V obou variantách hrají proti sobě dvě dvojice. Ve formátu fourball má každý hráč svůj míč, do výsledku jamky se počítá lepší míč dvojice. Ve foursome sdílí dvojice jeden míč, hráči hrají rány střídavě. V neděli se hraje 12 dvouher.
Vítěz každého zápasu získá jeden bod, v případě remízy každý tým půl bodu. Vítězem soutěže se stává tým, který jako první dosáhne počtu 14 a půl bodu. Pokud dojde k remíze, tj. skóre 14:14, zůstává trofej v držení obhajujícího týmu. K tomu došlo v letech 1969 (obhájce USA) a 1989 (obhájce Evropa).
V roce 2010 se program zápasů po domluvě kapitánů musel upravit. Vinou silných dešťů se soutěž protáhla až do pondělí. Zároveň došlo k situaci, kdy čtyřhry hrálo všech 24 hráčů současně (v obvyklém formátu hraje současně nejvýše 16 hráčů). Podle dohody kapitánů měla soutěž skončit nejpozději v pondělí při západu slunce, kdy by se případné nedohrané zápasy považovaly za remizované (půlené). Toto pravidlo nebylo nutné použít, všechny dvouhry se stihly dohrát.

## Výsledky
| Rok   | Místo     | Klub                                | Vítěz | B.  | Poražený | B.  | Kpt. USA        | Kpt. EU/GB            |
| ----- | --------- | ----------------------------------- | ----- | --- | -------- | --- | --------------- | --------------------- |
| 1927  | USA       | Worcester, Massachusetts            | USA   | 9½  | GBR      | 2½  | Walter Hagen    | Ted Ray               |
| 1929  | Anglie    | Leeds, Anglie                       | GBR   | 7   | USA      | 5   | Walter Hagen    | George Duncan         |
| 1931  | USA       | Columbus, Ohio                      | USA   | 9   | GBR      | 3   | Walter Hagen    | Charles Whitcombe     |
| 1933  | Anglie    | Southport, Anglie                   | GBR   | 6½  | USA      | 5½  | Walter Hagen    | J.H. Taylor           |
| 1935  | USA       | Ridgewood, New Jersey               | USA   | 9   | GBR      | 3   | Walter Hagen    | Charles Whitcombe     |
| 1937  | Anglie    | Southport, Anglie                   | USA   | 8   | GBR      | 4   | Walter Hagen    | Henry Cotton          |
| 1947  | USA       | Portland, Oregon                    | USA   | 11  | GBR      | 1   | Ben Hogan       | Henry Cotton          |
| 1949  | Anglie    | Scarborough, Anglie                 | USA   | 7   | GBR      | 5   | Ben Hogan       | Charles Whitcombe     |
| 1951  | USA       | Pinehurst, Severní Karolína         | USA   | 9½  | GBR      | 2½  | Sam Snead       | Arthur Lacey          |
| 1953  | Anglie    | Wentworth, Anglie                   | USA   | 6½  | GBR      | 5½  | Lloyd Mangrum   | Henry Cotton          |
| 1955  | USA       | Palm Springs, Kalifornie            | USA   | 8   | GBR      | 4   | Chick Harbert   | Dai Rees              |
| 1957  | Anglie    | Yorkshire, Anglie                   | GBR   | 7½  | USA      | 4½  | Jack Burke Jr   | Dai Rees              |
| 1959  | USA       | Palm Desert, Kalifornie             | USA   | 8½  | GBR      | 3½  | Sam Snead       | Dai Rees              |
| 1961  | Anglie    | Royal Lytham & St.Annes, Anglie     | USA   | 14½ | GBR      | 9½  | Jerry Barber    | Dai Rees              |
| 1963  | USA       | Atlanta, Georgie                    | USA   | 23  | GBR      | 9   | Arnold Palmer   | John Fallon           |
| 1965  | Anglie    | Southport, Anglie                   | USA   | 19½ | GBR      | 12½ | Byron Nelson    | Harry Weetman         |
| 1967  | USA       | Houston, Texas                      | USA   | 23½ | GBR      | 8½  | Ben Hogan       | Dai Rees              |
| 1969x | Anglie    | Southport, Anglie                   | USA   | 16  | GBR      | 16  | Sam Snead       | Eric Brown            |
| 1971  | USA       | St. Louis, Missouri                 | USA   | 18½ | GBR      | 13½ | Jay Hebert      | Eric Brown            |
| 1973  | Skotsko   | Muirfield, Skotsko                  | USA   | 19  | GB&IE    | 13  | Jack Burke Jr.  | Bernard Hunt          |
| 1975  | USA       | Ligonier, Pensylvánie               | USA   | 21  | GB&IE    | 11  | Arnold Palmer   | Bernard Hunt          |
| 1977  | Anglie    | Royal Lytham & St.Annes, Anglie     | USA   | 12½ | GB&IE    | 7½  | Dow Finsterwald | Brian Huggett         |
| 1979  | USA       | The Greenbrier, Západní Virginie    | USA   | 17  | EUR      | 11  | Billy Casper    | John Jacobs           |
| 1981  | Anglie    | Surrey, Anglie                      | USA   | 18½ | EUR      | 9½  | Dave Marr       | John Jacobs           |
| 1983  | USA       | Palm Beach Gardens, Florida         | USA   | 14½ | EUR      | 13½ | Jack Nicklaus   | Tony Jacklin          |
| 1985  | Anglie    | The Belfry, Anglie                  | EUR   | 16½ | USA      | 11½ | Lee Trevino     | Tony Jacklin          |
| 1987  | USA       | Muirfield Village GC, Ohio          | EUR   | 15  | USA      | 13  | Jack Nicklaus   | Tony Jacklin          |
| 1989x | Anglie    | The Belfry, Anglie                  | EUR   | 14  | USA      | 14  | Raymond Floyd   | Tony Jacklin          |
| 1991  | USA       | Kiawah Island, Jižní Karolína       | USA   | 14½ | EUR      | 13½ | Dave Stockton   | Bernard Gallacher     |
| 1993  | Anglie    | The Belfry, Anglie                  | USA   | 15  | EUR      | 13  | Tom Watson      | Bernard Gallacher     |
| 1995  | USA       | Oak Hill CC, New York               | EUR   | 14½ | USA      | 13½ | Lanny Wadkins   | Bernard Gallacher     |
| 1997  | Španělsko | Valderrama GC, Španělsko            | EUR   | 14½ | USA      | 13½ | Tom Kite        | Severiano Ballesteros |
| 1999  | USA       | The Country Club, Massachusetts     | USA   | 14½ | EUR      | 13½ | Ben Crenshaw    | Mark James            |
| 2002  | Anglie    | The Belfry, Anglie                  | EUR   | 15½ | USA      | 12½ | Curtis Strange  | Sam Torrance          |
| 2004  | USA       | Oakland Hills CC, Michigan          | EUR   | 18½ | USA      | 9½  | Hal Sutton      | Bernhard Langer       |
| 2006  | Irsko     | The K Club, Irsko                   | EUR   | 18½ | USA      | 9½  | Tom Lehman      | Ian Woosnam           |
| 2008  | USA       | Valhalla GC, Kentucky               | USA   | 16½ | EUR      | 11½ | Paul Azinger    | Nick Faldo            |
| 2010  | Wales     | Celtic Manor, Wales                 | EUR   | 14½ | USA      | 13½ | Corey Pavin     | Colin Montgomerie     |
| 2012  | USA       | Medinah CC, Illinois                | EUR   | 14½ | USA      | 13½ | Davis Love III  | José María Olazábal   |
| 2014  | Skotsko   | Gleneagles, Skotsko                 | EUR   | 16½ | USA      | 11½ | Tom Watson      | Paul McGinley         |
| 2016  | USA       | Hazeltine National GC, Minnesota    | USA   | 17  | EUR      | 11  | Davis Love III  | Darren Clarke         |
| 2018  | Francie   | Le Golf National, Paříž             | EUR   | 17½ | USA      | 10½ | Jim Furyk       | Thomas Bjørn          |
| 2021  | USA       | Whistling Straits, Haven, Wisconsin | USA   | 19  | EUR      | 9   | Steve Stricker  | Padraig Harrington    |

x v letech 1969 a 1989 skončilo utkání nerozhodně – trofej v takovém případě zůstala v držení obhajujícího týmu